# Стигольська вулиця
Стигольська вулиця — вулиця в Деснянському районі міста Києва, селище Биківня. Пролягає від Ковпитської вулиці та Пляхівської вулиці до Помильської вулиці.

## Історія
Вулиця виникла в 2010-ті роки під проектною назвою Проектна 13059 (Дачна 3). Назва на честь розташованого за 1,5 км на північний
захід від селища Броварського лісництва урочища Стійло (Стигле) — з 2020 року.